# Winterklippen

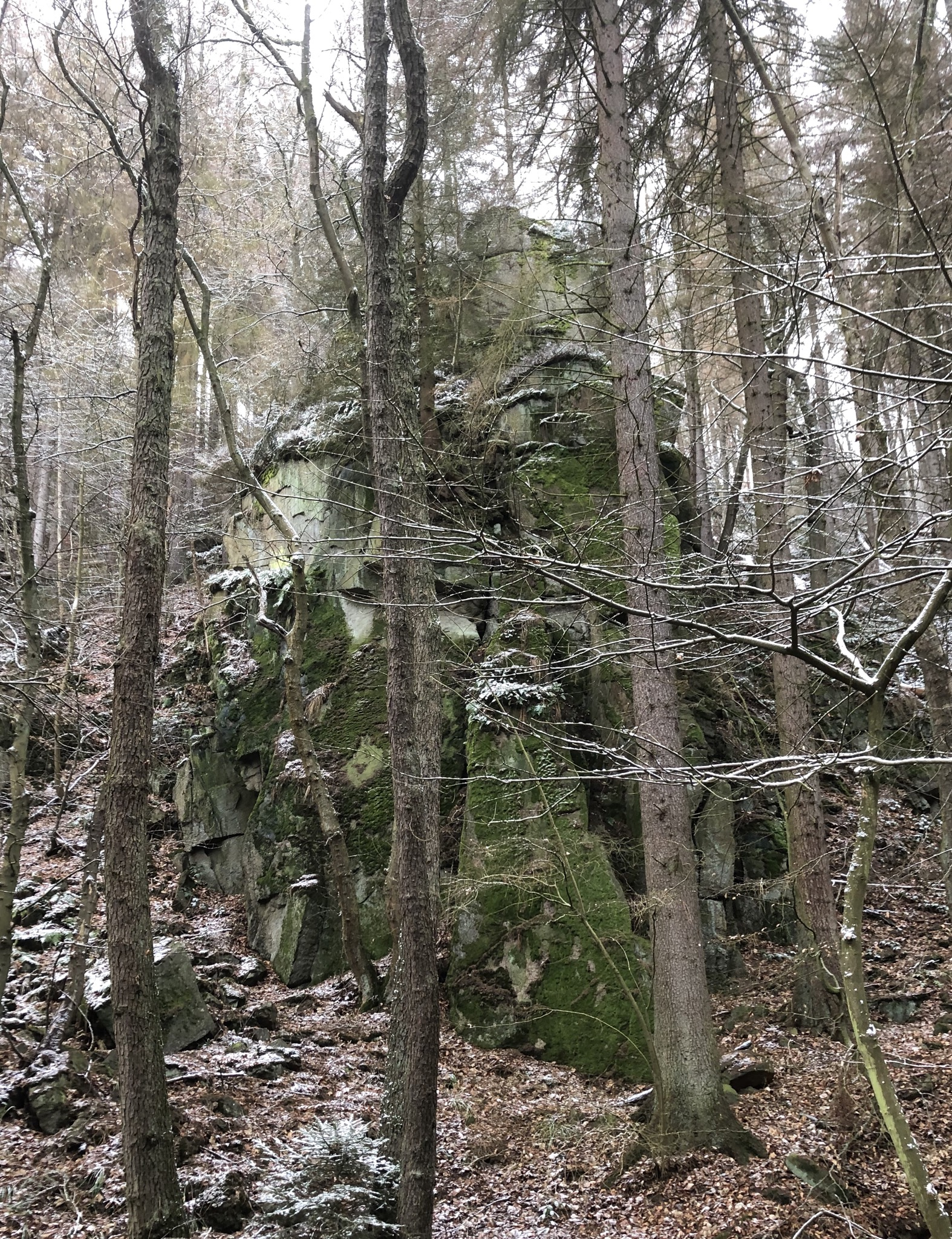
Winterklippen, Dezember 2019

Die Winterklippen sind eine Felsformation im Harz in Sachsen-Anhalt und gehören zu den Harzklippen.
Sie erheben sich auf der Südseite des Wurmbachtals über dem rechten Ufer des Wurmbachs. In der Nähe befinden sich die Wurmbachkaskaden. Gegenüber, an der Nordseite des Tals, liegen die Sommerklippen. Das Gebiet der Winterklippen gehört zur Gemarkung des zur Stadt Thale gehörenden Dorfs Stecklenberg im Landkreis Harz.
1981 erfolgte eine Unterschutzstellung. Die Winterklippen sind als Flächennaturdenkmal unter der Nummer FND0054QLB ausgewiesen.